# Riu Bushman
El riu Bushman (afrikaans: Boesmansrivier) és un afluent del riu Tugela, que flueix d'est a nord-est, a la província de KwaZulu-Natal, a Sud-àfrica. Neix a la serra de Drakensberg, amb la seva conca superior a Giant's Castle Game Reserve, al nord del promontori de Giant's Castle. Alimenta la presa de Wagendrift i després flueix més enllà de la ciutat d'Estcourt per unir-se al riu Tugela prop de la ciutat de Weenen.
Els seus afluents inclouen el riu Little Bushmans que uneix el riu Bushmans a Estcourt, Rensburgspruit, el riu Mtontwanes i el riu Mugwenya. La presa de Wagendrift, està prop d'Estcourt, és el seu principal embassament. Diversos pobles rurals densament poblats, molts habitats per l'amaHlubi, es troben a la zona e captació superior del riu. El riu està flanquejat pel riu Bloukrans al nord i el riu Mooi al sud.